# 蒂姆·伯纳斯-李
蒂莫西·约翰·伯纳斯-李爵士，OM KBE FRS FREng FRSA FBCS（1955年6月8日—），暱稱為蒂姆·伯纳斯-李（Tim Berners-Lee），英国计算机科学家。他是万维网的发明者，创办了世界上第一个网站和第一个网页浏览器，让普通用户能够访问和浏览网页。1990年12月25日，他成功利用網際網路实现了超文本传输协议客戶端与服务器的第一次通讯。
伯纳斯-李是万维网联盟的主席，1994年创立了万维网联盟，为关注万维网发展而创办的组织。他也是万维网基金会的创办人。伯纳斯-李还是麻省理工学院计算机科学及人工智能实验室创办主席及高级研究员。同时，伯纳斯-李是网页科学研究倡议会的总监。最后，他是麻省理工学院集體智慧中心咨询委员会成员。2011年，他被任命為福特基金會的董事會成員。
2004年，英女皇伊丽莎白二世向伯纳斯-李颁发大英帝国爵級司令勋章。2009年4月，他获选为美国国家科学院外籍院士。他被《時代》雜誌列為時代100人：本世紀最重要的人物。在2012年夏季奧林匹克運動會開幕典禮上，他获得了“万维网发明者”的美誉。伯纳斯-李本人也参与了開幕典禮，在一台NeXT计算机前工作。他在Twitter上发表消息说：“这是给所有人的”，体育馆内的液晶显示器光管随即显示出文字来。2017年，他因“发明了万维网、第一个浏览器和使得万维网得以扩展的基础协议及算法”而获得2016年度的图灵奖。

## 早期生活和教育
伯纳斯-李出生於英國倫敦，是康威·柏內茲-李和瑪麗·李·伍茲四個孩子中的長子。他的父母都是電腦科學家，他們均參與過全球第一台商業電腦曼切斯特1型的研發。他在辛山小學念小學，然後在1969年至1973年間，在倫敦西南部的伊曼紐爾公學念中學。提姆在童年時期是個鐵道迷，他從焊接鐵道模型中學到了不少電子學知識。1973年至1976年間，他就讀於牛津大學王后學院，並獲得一級榮譽物理學士學位。在大學期間，伯纳斯-李從維修店購買了一台舊電視機製造了一台電腦。

## 生涯

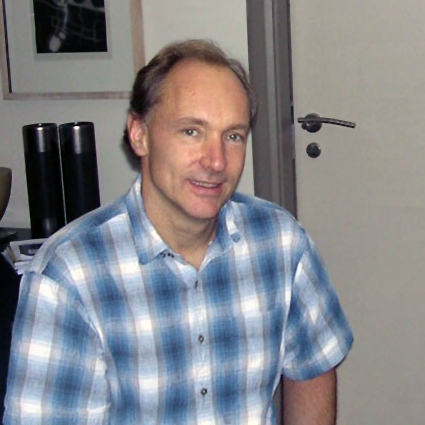
伯纳斯-李相片，摄于2005年

畢業後，柏內茲-李在多塞特郡普爾的Plessey電信公司擔任工程師。1978年，他加入多塞特郡芬當的D. G. Nash公司，替印表機編寫了排版軟體。
1980年6月至12月间，柏內茲-李在日內瓦的歐洲核子研究組織（CERN）擔任獨立承包人，在那段時間裡，他提出了一个构想：建立一个以超文本系统为基础的项目，方便研究人员分享及更新讯息。同时，他建立了一个原型系统，叫ENQUIRE。
1980年，柏內茲-李離開CERN後，转而任職于约翰·普尔图形计算机系统有限公司，该公司位于英國伯恩茅斯。在这间公司裡，他参与的计划是一个远程过程调用，从而获得了计算机网络经验。1984年，伯纳斯-李以研究員的身份重返CERN。
在1989年的时候，CERN是全歐洲最大的互联网节点。伯纳斯-李因此看到了将超文本系统与互联网结合在一起的机会：
“我只要把超文本系统和传输控制协议、域名系统结合在一起，然後─哒哒！─就有了万维网...创建万维网真是一份叫人绝望的苦差事，因為我在CERN工作的時候，沒有它的情況是非常糟糕的。万维网需要的技术，例如超文本系统、互联网和多种字体的文本对象等等，大部分都已经设计出来了。我需要做的只是把它们结合在一起。这是一个广义化步骤，要進入更高的抽象層次，把现有的文件系统想象为一个更大的虛擬文件系统的一部分。”

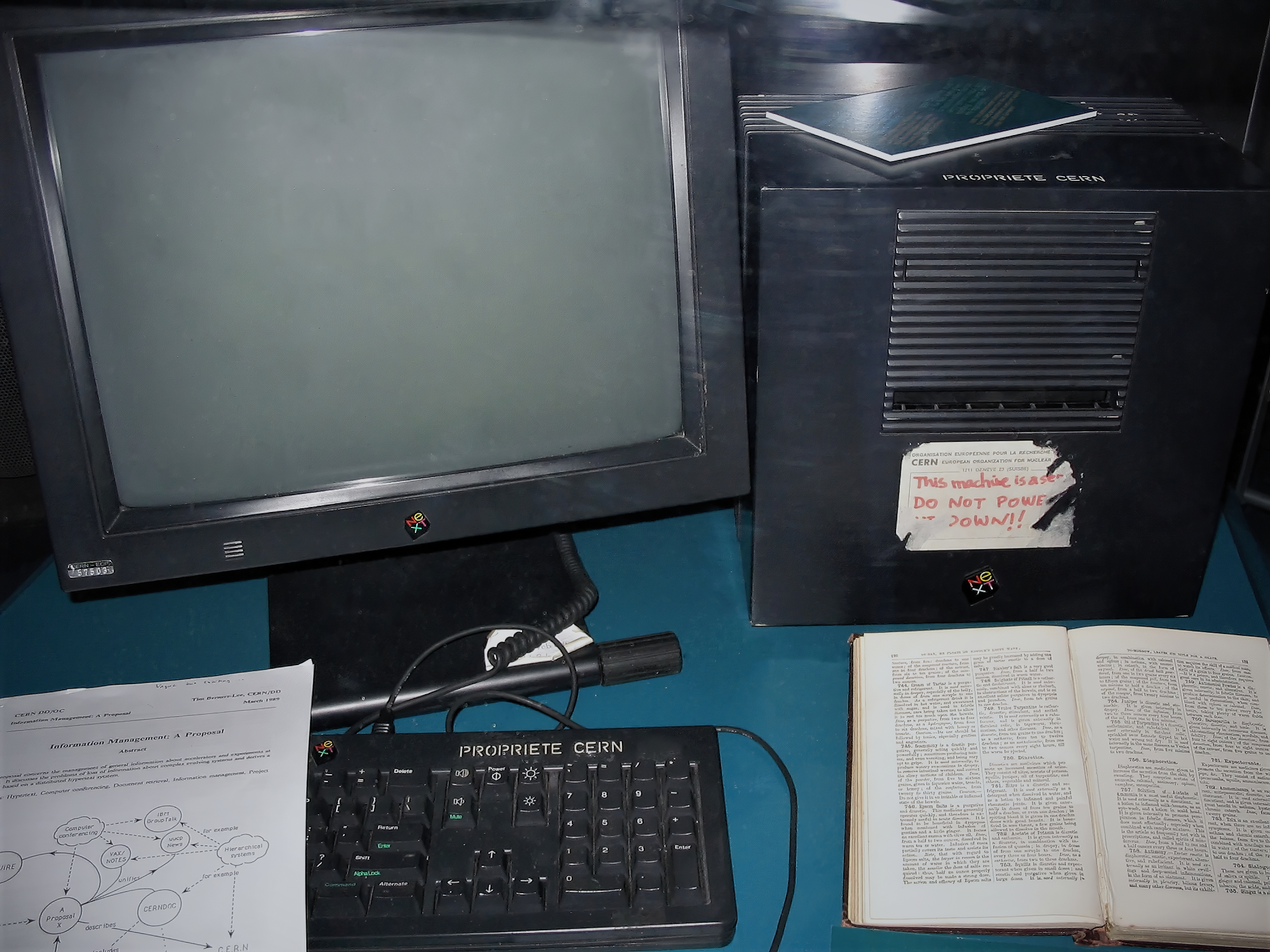
伯纳斯-李在CERN时使用的NeXT计算机，成為世界上第一台网络服务器

1989年3月，他写下了他的初步构想，並在1990年重新開發配置系統。然後被他的經理麦克·森德尔（Mike Sendall）所接受。他使用與ENQUIRE系统相似的概念來创建万维网，為此他設計並構建了第一個网页浏览器，他的軟體還可以作為編輯器（稱為WorldWideWeb，能在NeXTSTEP操作系统上运行），他還设计了世界上第一个网页服务器，CERN httpd（超文本传输协议守护进程的缩写）。
“麦克·森德尔买了一台NeXT cube進行评估，並交給蒂姆。蒂姆在几个月的时间裡实践了构想，感謝NeXTStep的软件开发系统的良好质量。这个原型提供所见即所得的浏览或编写！现时用于“网上冲浪”的浏览器只是一个被动的窗口，剝奪了用户的貢獻。在参与一些会议的时候，蒂姆和我嘗試為系統找到一個吸引人的名字。我確定這個名字不應該再取自希腊神话...蒂姆提出了“万维网”。我非常喜歡這個名字，除了很難用法語發音......”罗伯特·卡里奥，1995年11月2日。
世界上第一个网站在CERN搭建，而CERN则位於法国邊境。网站在1991年8月6日上线：

“Info.cern.ch是世界上第一個网站及网站服务器。网站在一台位于CERN的NeXT计算机上运作。第一個网页地址是http://info.cern.ch/hypertext/WWW/TheProject.html，它是万维网计划的讯息收集中心。通过创建自己的网页，浏览者能够更多地了解超文本系统及技术细节，甚至能得知如何在网站上查找讯息。我们并无万维网原始页面的截图，而网页每日也会随着万维网计划的发展而改变。各位能在万维网联盟網站上看到复制品。”
這個網站解释了万维网是什么，用户如何使用浏览器，如何建立网页服务器。
1994年，伯纳斯-李在麻省理工学院创办了万维网联盟。它的成员包括多间建议万维网进一步改善自身质量、有意建立标准的公司。伯纳斯-李宣布万维网完全免费的，不申请专利权，不征收专利费，因此，人人都能轻易用上万维网。
2001年，伯纳斯-李成为了东多塞特古迹信托会名誉保护人，他在东多塞特居住过。
2004年12月，伯纳斯-李接受了英格兰南安普敦大学电子及计算机科学学院计算机科学主席一职，研究语义网。
伯纳斯-李在接受泰晤士报访问时，承认网址中的双斜线（//）并非必要。他还表示，他可以轻易设计出一种无需斜线的URL。伯纳斯-李为掉以轻心道歉，并说“这个主意在那时看起来不错。”

## 现况

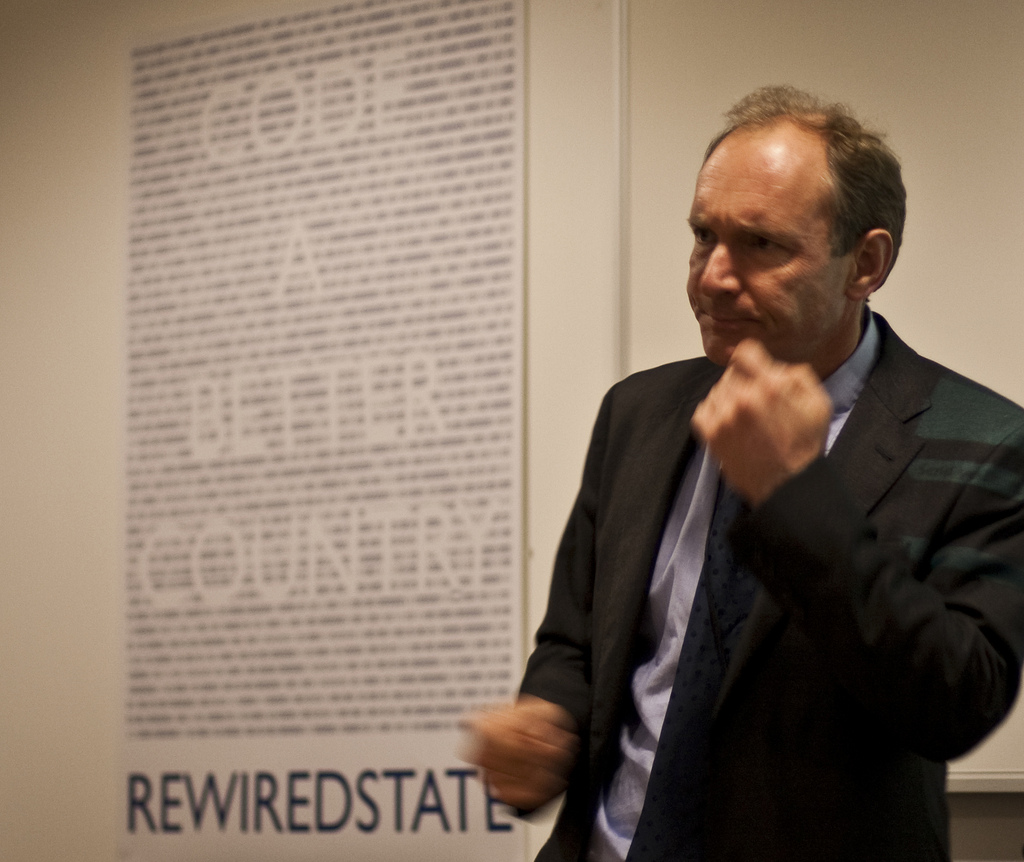
2010年3月11日，伯纳斯-李在英國內政部演讲

2009年6月，英国首相戈登·布朗宣布伯纳斯-李正帮助政府改善数据库，使其更开放、更易检索。伯纳斯-李与奈傑爾·夏伯特教授（Pro. Nigel Shadbolt）都是data.gov.uk的关键人物。这是英国政府的一个计划，公开大部分官方用途数据，以再次自由使用。2010年4月，英國地形測量局公开数据，伯纳斯-李为此评论道：“这是政府内部文化改变的信号。政府理应公开所有数据，除非有合理理由保留某个数据。”他继续说：“更具开放性、责任感与透明度的政府会给人们更多选择，个人能轻易参与与自身有关的事件。”
2009年11月，伯纳斯-李创办了万维网基金会。
伯纳斯-李是网络中立性的支持者之一，他还说互联网服务供应商的连接供应“不应带有任何条件”，也不应在未征得同意的情况下，监视用户活动。他认为，网络中立性是一种网络人权，“如果公司、政府干涉或监视互联网流量，基本人权会受到威胁。”
伯纳斯-李是公开数据学院的总监之一。

## 荣誉
- 1994年，他成为万维网名人堂的成员之一[47]。
- 1995年，他赢得凯尔贝基金会的“年度青年发明家”奖项[17]。同年，他获得了ACM软件系统奖[48]。
- 1997年，在英女皇寿辰上，为表扬他在“全球计算机网络”方面作出的贡献，他获颁大英帝国官佐勳章[49]。
- 1998年，他获得艾塞克斯大學荣誉博士学位[50]。
- 1999年，他入选时代杂志20世纪最重要的100个人物[51]。
- 2000年3月，他获得公开大学荣誉博士学位[52]。
- 2001年，他入选美国文理科学院[53]。
- 2002年，他入选英国广播公司最伟大的100名英国人[54]。
- 2003年，为表扬他对万维网发展的开创性贡献，他获颁计算机历史博物馆研究奖[55]。
- 2004年4月15日，他獲得首屆千禧技术奖。奖金高达一百万欧元，奖项在同年6月15日由芬兰总统向他颁发[56]。同年7月16日，因获颁大英帝国爵级司令，他获封为爵士[10]。
- 2004年21日，他获得兰开斯特大学荣誉科学博士学位[57]。
- 2005年1月27日，因他的成就，与他展示出英国人的特质，“羞怯、决心、敏锐的幽默感及良好的适应能力”，他入选2004年最伟大的英国人[58]。
- 2007年，他获得成就学院（英语：Academy of Achievement）金盘奖[59]。同年，他与艾伯特·霍夫曼一起并列每日电讯报“最伟大的100名在生天才”榜首。[60]同年6月13日，他获颁功绩勋章[61]。
- 2008年，为表扬他“构思出万维网，并进一步发展万维网”，他获得了电气电子工程师学会詹姆斯·克拉克·麦克斯韦奖（英语：Wolfson Microelectronics）[62]。
- 2008年12月2日，他获得曼彻斯特大学荣誉博士学位[63]。
- 2009年4月21日，他获得馬德里理工大學荣誉博士学位[64]。同年4月28日，他获选为美国国家科学院外籍院士。同年6月8日，因他的终生成就，他获得威比奖。颁奖仪式于纽约市举行[65]。同年10月，他获得阿姆斯特丹自由大学荣誉博士学位[66][67]。
- 2011年3月30日，他获得米哈伊尔·戈尔巴乔夫“改变世界的人”奖。同年5月26日，他获得哈佛大学荣誉科学博士学位[68]。同年，他入选电气电子工程师学会人工智能名人堂[69][70]。
- 2012年，他入选互联网名人堂[71]。同年7月27日，他在2012年夏季奧林匹克運動會開幕典禮受到了表扬[72][73]。
- 2017年，他因“发明了万维网、第一个浏览器和使得万维网得以扩展的基础协议及算法”而获得2016年度的图灵奖[74]。同年2月8日，他获得日本庆应义塾大学荣誉博士学位。[75]

## 进阶阅读
- Tim Berners-Lee and the Development of the World Wide Web (Unlocking the Secrets of Science), Ann Gaines (Mitchell Lane Publishers, 2001) ISBN 978-1-58415-096-1
- Tim Berners-Lee: Inventor of the World Wide Web (Ferguson's Career Biographies), Melissa Stewart (Ferguson Publishing Company, 2001) ISBN 978-0-89434-367-4 children's biography
- Weaving the Web Berners-Lee, Tim, with Fischetti, Mark (Harper Collins Publishers,1999) ISBN 978-0-06-251586-5(cloth) ISBN 978-0-06-251587-2(paper)
- How the Web was Born: The Story of the World Wide Web Robert Cailliau, James Gillies, R. Cailliau (Oxford University Press, 2000) ISBN 978-0-19-286207-5
- Tim Berners-Lee Gives the Web a New Definition
- BBC2 Newsnight – Transcript of video interview of Berners-Lee on the read/write Web （页面存档备份，存于）
- Technology Review interview （页面存档备份，存于）